# Lars Bäckström (författare)
Lars David Bäckström, född 18 februari 1925 i Luleå, död 28 februari 2006 i Uppsala, var en svensk författare, litteraturkritiker och översättare.

## Biografi
Bäckström blev filosofie magister 1951 vid Uppsala universitet, och vistades därefter i Storbritannien på ett stipendium från British Council 1951–52 för att forska om Emily Brontë. År 1955 blev han filosofie licentiat vid Uppsala universitet på en avhandling om Brontë. År 1968 vikarierade han som lärare i svensk litteratur vid University of Wisconsin–Madison i USA. Han var redaktör för tidskriften Ord och Bild 1962–1970 och för Författarförlagets tidskrift Tidskrift 1970–1973. Därtill skrev han litteraturkritik i Upsala Nya Tidning från 1954 och i Göteborgs Handels- och Sjöfartstidning 1968–1973.
Som poet blev Bäckström en företrädare för den ”nyenkla” poesi som lanserades i början av 1960-talet, vars ambition var att tala om vardagen på ett vardagligt språk i protest mot modernismens symboltunga lyrik. Hans genombrott skedde med diktsamlingen Världen omkring oss (1962). Som översättare var han huvudsakligen verksam från engelska och franska, och har bland annat översatt George Orwell och Charles Baudelaire. Från 1980-talet kom Bäckström att intressera sig för kurdisk litteratur och kultur, och översatte bland annat den kurdiske nationalpoeten Abdullah Goran till svenska. Han engagerade sig även i kampen för ett självständigt Kurdistan.

### Privatliv
Lars Bäckström var son till folkskoleinspektören David Bäckström och Märta, född Granberg. Han gifte sig 1951 med översättaren Annika Bäckström, född Kreuger. Makarna Bäckström är begravda på Uppsala gamla kyrkogård.

### Poesi
- Sammanfattning (Bonniers, 1952)
- K.G. Logrens dikter: till naturen (Bonniers, 1955)
- Världen omkring oss, dikter 1959–61 (Rabén & Sjögren, 1962)
- Sammanfattning, dikter 1946–1954 (Rabén & Sjögren, 1963)
- Öppen stad, dikter och anteckningar 63–67 (Rabén & Sjögren, 1967) [med EP-skiva]
- Den som flyr det privata kan inte förstå det allmänna, dikter 1957–67 (Rabén & Sjögren, 1971)
- Hjärnskakning och andra frihetsdikter (Rabén & Sjögren, 1976)
- Dikten om David, min far och andra tilltal och samtal (1976–78) (Rabén & Sjögren, 1979)
- Gröna dikter (Dikt & bild, 1982)
- Året i Uppsala, nedslag, dagsdikt 1979–1983 (1983)
- Början, poesi (Settern, 1988)
- Självporträtt och andra dikter (Carlsson, 1992)
- Jag och världen, dikter 1952–1992 (Sober, 1994)
- Hjärtat, dikter (Carlsson i samarbete med Sober, 1996)
- Poetik? (Lars Bäckström, dikter ; Bengt Böckman, färggrafik) (Baskerville, 1998)
- Enkla dikter (bilder: Bengt Böckman) (Baskerville, 2000)
- För dagligt bruk, dikter, kort prosa (Ord & visor, 2004)

### Essäer
- Under välfärdens yta: litterärt under femtitalet (Rabén & Sjögren, 1959)
- Nio brev om romanen (tillsammans med Lars Gustafsson, Norstedts, 1961)
- Erik Lindegren (Svenska bokförlaget, 1962). Ny uppl., med ett tillägg om de sista åren, Rabén & Sjögren, 1979
- Klippbok: litterärt in i sextitalet (Rabén & Sjögren, 1965)
- Litteraturpolitik,rtiklar och dagbok, 66-69 (Rabén & Sjögren, 1970)
- Kulturarbete, kritik 1968-77 (Rabén & Sjögren, 1978)
- Vad är poesi?, promenader i poesin (CeWe, 1984)
- Mannen utan väg och hans kusin Vitamin, om barn- och ungdomslitteratur, ibland under jämförelse med de vuxnas litteratur (Rabén & Sjögren, 1991)
- Orwell tänkte: sex kapitel om en tänkare till vänster (Carlsson, 1994)
- Att läsa litteratur (Sober, 1995)
- Vänkritik, essäer, artiklar om riks- och finlandssvenskt (Sober, 1997)

### Självbiografiskt
- Minnen från den nya klassen (1925-43 och 1970) (Författarförlaget, 1972)
- Bildningsroman (1943-52 och 71-72) (Zinderman, 1976)
- Författarliv, noveller och dagbok, 1979-80 (Settern, 1982)
- Livsbok 1952-70 och 1983-85 (Settern, 1987)
- Slutsats (1970-88 och 1987-88) (Settern, 1990)

### Övrigt
- Sweden writes: contemporary Swedish poetry and prose, wiews on art, literature and society (selected and introduced by Lars Bäckström and Göran Palm, Prisma, 1965)
- Elva: dikter: Debut 66 (urval Lars Bäckström) (Rabén & Sjögren, 1966)
- Sju unga: dikter: Debut 67 (urval Lars Bäckström) (Rabén & Sjögren, 1967)
- Nio: dikter: Debut 68 (urval Lars Bäckström) (Rabén & Sjögren, 1968)
- Offentliga bilder (bild: Joaquin Rosell, ord: Lars Bäckström) (Lars Bäckström, 1978)
- Herkules och fru Dygd (Författarnas teaterverkstad, 1979)
- Samtida dikter från 1900-talet och lite till (en antologi av Lars Bäckström och Lennart Sjögren) (Esselte studium, 1980)
- Vadim Sidur: skulpturer och mutationer (tillsammans med Annika Bäckström, Carlsson, 1989)
- Ingemar Willgert: Ett liv: prosa, dikter, bilder (urval: Lars Bäckström) (Ellerström, 1993)

### Översättningar (urval)
- Chairil Anwar, Ted Hughes, Andrej Voznesenskij: Det trekantiga päronet: 3 x 13 dikter (Rabén & Sjögren, 1965)
- George Orwell: Mitt framför näsan: essäer och anteckningar (Ur The collected essays, journalism and letters of George Orwell) (Rabén & Sjögren, 1975)
- George Orwell: Vägen till Wigan Pier (The road to Wigan Pier) (Rabén & Sjögren, 1976)
- Alfred Kazin: Livets bok: berättare i USA från Hemingway till Mailer (Bright book of life) (Rabén & Sjögren, 1976)
- Charles Baudelaire: Små prosadikter (Petits poèmes en prose) (Rallarros, 1983)
- Tordis Ørjasæter: Möte med Tove Jansson (Møte med Tove Jansson) (AWE/Geber, 1986)
- Abdullah Goran: Tårar och konst: dikter = Firmêsk û huner : helbest (Azad, 1986) [även andra översättare]
- James Dickey: På jakt efter Buckheadpojkarna (Bakhåll, 1986)
- Ferhad Shakely: En pärla i drömmens grumliga damm (Apec, 1998) [även andra översättare]
- Mehmed Emin Bozarslan: När paradiset kom till byn: noveller (översatta tillsammans med författaren) (Deng, 1998)
- Wazir Agha: Finns det någon därute? (Vudya Kitaban, 2001)

## Priser och utmärkelser
- 1962 – Boklotteriets stipendiat
- 1962 – Tidningen Vi:s litteraturpris
- 1965 – Litteraturfrämjandets journaliststipendium